# 澄江堂主人
『澄江堂主人』（ちょうこうどうしゅじん）は、山川直人による日本の漫画作品。『コミックビーム』（エンターブレイン）にて2010年1月号から連載開始。同号の表紙を飾った。2012年9月号にて完結。
昭和2年の東京を舞台に、実在した小説家・芥川龍之介を描く。しかし龍之介をはじめ、登場する小説家や作品は、全て漫画家や漫画作品として表現されている。

## 登場人物
芥川龍之介
人気漫画家。東京帝国大学漫画科出身。連載、雑誌の取材、来客の応対などに忙殺の日々を送る。35歳。
佐藤春夫
龍之介の友人である漫画家。4コマ漫画出身だがストーリー漫画でも評価が高い。
葛巻義敏
龍之介宅に身を寄せる甥。アシスタントも務める。18歳。

## 単行本
- 前篇 2010年11月25日初版発行 ISBN 978-4047268999
- 中篇 2012年10月25日初版発行 ISBN 978-4047284142
- 後篇 2012年10月25日初版発行 ISBN 978-4047284159